# رمز إعادة التدوير

الرمز العالمي لإعادة التدوير

رمز إعادة التدوير (U + 2672 ♲ أو U + 267B ♻ رمز إعادة التدوير الأسود في (Unicode) المعترف به دوليًا.

## تاريخه
لقد أدى الاهتمام العالمي للقضايا البيئية إلي أول«يوم أرض» في عام 1970، (كونتينير كوربوريشين أوف أميركا) والتي تعد منتج ضخم للورق المقوى المعاد تصنيعه قامت برعاية مسابقة لطلاب الفنون والتصميم في المدارس الثانوية والجامعات عبر البلاد للمساهمة في رفع الوعي بالقضايا البيئية، وقد فاز بها (جاري اندرسون) ثم بعده طالب عمره 23 عاما من جامعة كاليفورنيا الجنوبية والذي كان اشتراكه في المسابقة بالصورة المعروفة حاليا برمزإعادة التدوير العالمي.
لا يعد الرمز علامة تجارية ويعتبر ملكية عامة.
تم تحدي وضع الملكية العامة لهذا الرمز ولكن هذا التحدي باء بالفشل نظرا للاستخدام الواسع للرمز.
في بداية ستينات هذا القرن بدأت شركة (فولكس فاجن) في إعادة تصنيع وتدوير محركات وناقلات الحركة ذات المحاور في مصنع صغير بني خصيصا لإعادة تصنيع تلك الأجزاء التي جمعت من مختلف أنحاء العالم حيث باعت فولكس فاجن سياراتها. المحركات تحديدًا كان عليها أرقامها المسلسلة القديمة والتي تمت إزالتها ودمغ أرقام جديدة لها بجانب شعار إعادة التدوير والذي كان عبارة عن سهمين يطارد كل منهما الآخر.

## المتغيرات
يعد رمز إعادة التدوير ملكية عامة وليس علامة تجارية.
وقد طالبت (كونتينير كوربوريشن اوف اميركا) في الأصل بجعل الرمز علامة تجارية ولكن هذا الطلب تم تحديه وبعد ذلك قررت التخلي عن الطلب، وعليه يمكن لأي شخص استخدام أو تعديل رمز إعادة التدوير، الذي لا ملكية له.
رغم أن استخدام الرمز منظم بالقانون في بعض الدول، إلا أن له  متغيرات لا تحصى موجودة عالميًا.
الاقتراح الأصلي لأندرسون كان عبارة عن أسهم تشكل مثلثا تقف أطرافه معكوسة مقارنة بالرمز الذي نشاهده بكثرة هذه الأيام، ولكن عند تطبيق الشركة لهذا الرمز أدارت المثلث 60 درجة ليقف على قاعدته بدلا من أطرافه.
المعهد الأمريكي للورق قام في الاصل بترويج أربع متغيرات لرمز إعادة التدوير لأغراض مختلفة، حلقة موبيوس الدائرية سواء بيضاء بحدود خارجية أو سوداء مصمتة كانت تستخدم لتشير أن المنتج كان قابل للتدوير، والمتغيران الآخران كانا حلقة موبيوس لهما داخل دائرة سواء –أبيض على أسود أو أسود على أبيض-  تم استخدامهما للمنتجات المصنوعة من مواد معاد تدويرها. نسخة الأبيض على الأسود تم استخدامها للمواد المصنعة بنسبة 100% من الألياف ونسخة الأسود على الأبيض للمواد التي تحتوي علي كلا من ألياف معاد وغير معاد تصنيعها.
مثال: ظرف ورقي من الممكن استخدام أول وأخر رمز من الرموز الأربعة ليبين أنه معاد تصنيعه ومصنوع من ألياف معاد وغير معاد تصنيعها.
U+2672 ♲ الرمز العالمي لاعادة التدوير
U+267A ♺ رمز إعادة تدوير للمواد العامة
U+267B ♻ الرمز العالمي الاسود لإعادة التدوير
U+267C ♼ رمز الورق المعاد تدويره (للإشارة لمنتج يحتوي على ورق معاد تدويره)
U+267D ♽ رمز الورق المعاد تدويره جزئيا (للإشارة لمنتج يحتوي على ورق معاد تدويره جزئيا)
U+267E ♾ رمز الورق الدائم (مثال: ورق خالي من الأحماض)
وقد قامت مجموعة عمل ISO / IEC بإجراء أبحاث وتوثيق بعض الاختلافات في شعار إعادة التدوير حاليًا [عندما يكون] قيد الاستخدام، وقدمت توصيات لإضافة المزيد منها لمعيار Unicode.
مع التوسع السريع للمواد المحولة إلى خيوط الطابعة للطباعة ثلاثية الأبعاد باستخدام تقنية إعادة التدوير، تم اقتراح توسيع كبير لرموز تعريف الراتنج (المواد الصمغية).